# Sayhandulaan
Sayhandulaan (mongoliska: Сайхандулаан Сум, Сайхандулаан, Sayhandulaan Sum) är ett distrikt i Mongoliet.   Det ligger i provinsen Dornogobi, i den sydöstra delen av landet, 400 km söder om huvudstaden Ulaanbaatar.